# Canonical Ltd.
A Canonical Ltd. londoni székhelyű, magántulajdonban lévő számítógépes szoftvercég, amelyet Mark Shuttleworth dél-afrikai vállalkozó alapított és finanszíroz, hogy kereskedelmi támogatást és kapcsolódó szolgáltatásokat értékesítsen az Ubuntu és a kapcsolódó projektek számára. Több mint 30 országban foglalkoztat munkaerőt, és irodái vannak Londonban, Austinban, Bostonban, Sanghajban, Pekingben, Tajpejben, Tokióban és a Man-szigeten.
A cégnek több mint 600 dolgozója van. Főhadiszállása Londonban található, a Southwark Streeten, a Blue Fin Building ötödik emeletén. Korábban a Millbank Tower huszonhetedik emeletén volt a főhadiszállása. 2006 nyarán Montréalban nyitott irodát. A Taipei 101 is otthont ad a cég egyik irodájának.